# Heihehäst
Heihehästen är en hästras från Kina som utvecklades ur olika mongoliska hästar. Hästarna är extremt tåliga mot det kalla klimatet i sin hemregion runt staden Heihe som ligger vid gränsen mot Ryssland. I regionen är hästen väldigt viktig som transportmedel och inom jordbruket. Det finns två typer av hästen, en kraftig typ som passar till jordbruket och en lättare som används som körhäst och ridhäst.

## Historia
Heihehästarna har utvecklats i Manchuriet sedan 1600-talet. Under Mingdynastin hade området tagits över av manchuerna och deras hästar blev basen i Heihe-hästen. 1644 tog den manchuriska Qingdynastin makten över Kina och ekonomin i hela landet förbättrades och likaså de militära styrkorna som skickades till området av regeringen för att hålla bönderna under kontroll efter det bondeuppror som ledde till Qingdynastins övertagande. Dessa beridna kavallerister hade bland annat mongoliska hästar som skulle korsas med manchuernas gamla inhemska hästar. Hästarna tillfördes mongoliskt blod kontinuerligt, med de största influenserna under 1800-talets början då guld hade hittats i området. En guldrush gjorde att många handelsmän och lycksökare hamnade i området med sina hästar.
Under början av 1900-talet ändrades aveln med hjälp av ryska hästar som började föras över gränserna med början på 1920-talet. På 1930-talet korsades hästarna bland annat med de smidiga orlovtravarna och några tyngre jordbrukshästar. Även lite mer mongoliskt blod tillfördes hästarna i slutet på 1930-talet när stuteriet Keshan startades i området runt Heihe.
Det nya stuteriet satsade främst på att få fram hästar som skulle klara av de extrema temperaturerna i området och som var starka nog att bruka jorden som ofta är frusen. Uppfödarna på stuteriet importerade hästar från Frankrike och enbart dessa anglonormandiska hingstar skulle användas medan man byggde upp fyra inseminationscentraler för aveln som stod klart redan i början av 1940-talet. Nu började man experimentera mer med de anglonormandiska hästarna samt med två angloarabhingstar och korsningar mellan anglonormander och Percheronhästar.
1955 startades ett annat stuteri i området, North Horse Farm, som satsade på en mer systematisk avel av rasen för att få fram bättre hästar med högre kvalitet och två olika typer avlades fram. Den vanliga tunga hästen var mest lämpad för de hårda jordbruken medan den lättare användes som körhäst och även till ridning. 1963 blev rasen officiellt godkänd och fick en stambok under namnet Heihe efter staden.

## Egenskaper
Heihehästen är väl anpassad för det kalla klimatet vid ryska gränsen där temperaturen kan vara ner till -50 grader under vintern och aldrig över 30 grader på sommaren. Medeltemperaturen i området är runt 0 grader och är bergigt och högt upp över havsytan.
Hästarna är proportionerligt välmusklade med bra exteriör. Överbenen är något långa och underbenen lite korta men hästarna har fint steg. Huvudet är fint skuret med rak nosprofil och stora ögon. Nacken är ibland väldigt bred mot bogen och manken. Hästarna är oftast bruna eller fux, ibland även skimmel eller svart som inte är så vanligt. Andra färger är väldigt ovanliga hos hästarna men existerar.
Heihehästarna är otroligt starka och uthålliga och kan dra tunga lass. I området runt Heihe är dessa hästar väldigt viktiga för bönderna både inom jordbruket och för transport då vissa delar är svåråtkomliga med bilar.